# Hasse Borg
Hasse Borg (Örebro, 1953. augusztus 4. –) svéd válogatott labdarúgó.

## Pályafutása

### A válogatottban
1976 és 1985 között 49 alkalommal szerepelt a svéd válogatottban és 4 gólt szerzett. Részt vett az 1978-as világbajnokságon.

## Sikerei, díjai
Malmö FF
- Svéd bajnok (2): 1986, 1988
- Svéd kupa (2): 1984, 1986